# Viorel Cataramă
Viorel Cataramă (n. 31 ianuarie 1955, Bacău, România) este un om de afaceri și politician român care a fondat în 1990 compania Elvila. În 2019 a înființat partidul Dreapta Liberală.

## Primii ani
S-a născut la Bacău, unde a urmat cursurile școlii primare nr. 7 și ale Liceului „Lucrețiu Pătrășcanu” (în prezent Colegiul Național „Gheorghe Vrănceanu”). A absolvit Facultatea de Comerț, din cadrul ASE, promoția 1980, fiind doctor în economie, titlu acordat de Academia de Studii Economice din București - Catedra de Relații Economice Internaționale, din anul 2004.

## Activitate profesională
Primii ani după terminarea facultății i-a petrecut ca economist, șef serviciu, la Întreprinderea de casete radio și TV din București. Din 1984 a fost economist la Tehnoforestexport, iar în 1987 este numit Director pentru Europa de Est al firmei BELCO - Belgia la Camera de Comerț și Industrie a României.
Din 1990 este președinte-director general al grupului de firme Elvila.

## Activitate politică și administrativă
Din anul 1990, este membru în Comitetul Director al Partidului Național Liberal - Aripa Tânără, iar în 1991 este numit Secretar de Stat la Ministerul Comerțului și Turismului, în guvernul Petre Roman. În anul 1992 se află la conducerea Noului Partid Liberal (NPL), iar din 1993, după fuziunea acestuia cu PNL, devine Vicepreședinte al Partidului Național Liberal (PNL), funcție pe care o va ocupa până în 1999. În legislatura 1996-2000, ca senator PNL de Bacău, a fost ales președinte al Comisiei Economice a Senatului, perioada în care au fost promovate numeroase inițiative legislative, parte din ele devenind legi.. Între 1992–1996 ocupă funcția de Președinte al Federației Române de Tenis, în 2005 devine Vicepreședinte al Federației Române de Golf, în 2006 se numără printre membrii fondatori ai Grupului pentru Dialog Liberal, al cărui președinte este, iar în 2010 este ales Vicepreședinte al Asociației « Friends of Opera ». În 2015 este ales Președintele Filialei de Cruce Roșie Ilfov. În noiembrie 2018, Cataramă a decis să părăsească PNL pentru a-și forma propriul partid, intitulat „Dreapta Liberală” (DL) în 2019.

## Activitatea editorială
În anul 1990 înființează Societatea de Cultură și de Presă „VIITORUL ROMÂNESC”, care editează cotidianele „Viitorul Românesc” și „Ora”, precum și săptămânalul de cultură „Timpul” din Iași.

## Activitate patronală
În anul 1993 este ales Vicepreședinte al Uniunii Generale a Industriașilor din România ca mai apoi să devină în 1994 Președinte al Filialei București a Consiliului Național al Întreprinderilor Private Mici și Mijlocii.
În 1996 este ales Vicepreședinte al Asociației Oamenilor de Afaceri din România.
În 2002 devine membru în Comitetul Director al Asociației Producătorilor de Mobilă din România.
În 2013 devine membru în Consiliul Investitorilor Români.

## Diverse
În anul 1995 a instituit premiile „Viorel Cataramă”, care li se acordă în fiecare an elevilor Colegiului Național „Gheorghe Vrănceanu” din Bacău, ca o răsplată financiară pentru eforturile celor care au obținut premii la olimpiadele școlare naționale..
În anul 1998 este ales cetățean de onoare al orașului Beiuș.
În 3 octombrie 2000 organizează concertul susținut de tenorul Jose Carreras la Ateneul Român, cu prilejul aniversarii a zece ani de la constituirea grupului de firme Elvila, concert acompaniat de orchestra Filarmonicii din București, sub bagheta tânărului dirijor spaniol David Gimenez.
Începând cu anul 2007, organizează, în colaborare cu Opera Națională din București, câte un concert extraordinar anual, de Crăciun, cu soliști și/sau dirijori de renume mondial, selectați de comun acord de cele două părți.
- 2007 Rigoletto de Giuseppe Verdi, cu Renato Bruson (Rigoletto)
- 2008 Samson și Dalila de Camille Saint-Saens, cu Sylvie Brunet (Dalila) ș Richards Mark Andrew (Samson)
- 2009 Lucia di Lammermoor de Gaetano Donizetti, cu Mariola Cantarero (Lucia) si Ismael Jordi (Edgardo)
- 2010 Evgheni Onegin de Piotr Ilici Ceaikovski, cu Boris Statsenko (Oneghin) și Zvetlana Vasileva (Tatiana)
- 2011 La Bohème de Giacomo Puccini, cu Fiorenza Cedolins (Mimi) și Jose Manuel Chu (Rodolfo)
- 2012 Aida de Giuseppe Verdi, cu Marianne Cornetti (Amneris) și Kamen Chanev (Radames)